# Elza – Wilczyca z SS
Elza – Wilczyca z SS (ang. Ilsa, She Wolf of the SS) – film z gatunku nazi exploitation w reżyserii Dona Edmondsa z 1975.

## Fabuła
Trwa II wojna światowa. W niemieckim obozie numer 9 przeprowadza się eksperymenty medyczne na więźniach. Celem tych doświadczeń jest między innymi wynalezienie broni biologicznej, mającej pomóc niemieckiej armii odnieść zwycięstwo w wojnie. Komendantem obozu jest oficer SS, sadystyczna doktor Elza. Pani komendant w wolnych chwilach torturuje więźniów, by udowodnić swoją teorię, iż kobiety znoszą ból lepiej niż mężczyźni. Każdej nocy Elza bierze do łóżka jednego ze swoich więźniów, poszukując idealnego kochanka. Ci, którzy się nie sprawdzają, zostają po nocy kastrowani. Sytuacja się zmienia, gdy do obozu przyjeżdża nowa grupa więźniów, a wśród nich Amerykanin – Wolfe. Jego niezwykła wytrzymałość robi tak wielkie wrażenie na Elzie, że ta wyznacza go na swego stałego kochanka. Wolfe udaje lojalność, jednak knuje zdradę i plany wyzwolenia obozu.

## Obsada
- Dyanne Thorne jako Elza
- Gregory Knoph jako Wolfe
- Tony Mumolo jako Mario
- Maria Marx jako Anna
- Nicolle Riddell jako Kata
- Jo Jo Deville jako Ingrid
- Sandy Richman jako Maigret
- George Buck Flower jako Binz
- Rodina Keeler jako Gretchen
- Richard Kennedy (Wolfgang Roehm) jako Generał
- Lance Marshall jako Richter

i inni.